# Bulgarije op de Olympische Winterspelen 1972
Tijdens de Olympische Winterspelen van 1972, die in Sapporo (Japan) werden gehouden, nam Bulgarije voor de achtste keer deel.

## Deelnemers en resultaten

### Alpineskiën
| Olympiër       | Discipline       | Resultaat | Prestatie                        |
| -------------- | ---------------- | --------- | -------------------------------- |
| Ivan Penev     | afdaling (m)     | 40e       | 2.02,16 (+10,73)                 |
| Ivan Penev     | reuzenslalom (m) | 32e       | 3.27,33 (+17,71) 1.41,77+1.45,56 |
| Ivan Penev     | slalom (m)       | 27e       | 2.09,68 (+20,41) 1.06,84+1.02,84 |
| Resmi Resmijev | afdaling (m)     | 45e       | 2.03,01 (+11,58)                 |
| Resmi Resmijev | reuzenslalom (m) | 37e       | 3.39,82 (+30,20) 1.45,68+1.54,14 |
| Resmi Resmijev | slalom (m)       | 29e       | 2.11,10 (+21,83) 1.05,82+1.05,28 |

### Langlaufen
| Olympiër            | Discipline | Resultaat | Prestatie              |
| ------------------- | ---------- | --------- | ---------------------- |
| Petar Pankov        | 15 km (m)  | 47e       | 50.06,74 (+4.38,50)    |
| Petar Pankov        | 30 km (m)  | 39e       | 1:45.50,66 (+9.19,51)  |
| Petar Pankov        | 50 km (m)  | 28e       | 2:57.12,15 (+13.57,40) |
| Ventseslav Stojanov | 15 km (m)  | 53e       | 50.54,98 (+5.26,74)    |
| Ventseslav Stojanov | 30 km (m)  | 46e       | 1:47.11,68 (+10.40,53) |
| Ventseslav Stojanov | 50 km (m)  | dnf       | opgave                 |

Argentinië · Australië · België · Bondsrepubliek Duitsland · Bulgarije · Canada · Duitse Democratische Republiek · Filipijnen · Finland · Frankrijk · Griekenland · Groot-Brittannië · Hongarije · Iran · Italië · Japan · Joegoslavië · Libanon · Liechtenstein · Mongolië · Nederland · Nieuw-Zeeland · Noord-Korea · Noorwegen · Oostenrijk · Polen · Roemenië · Sovjet-Unie · Spanje · Taiwan · Tsjecho-Slowakije · Verenigde Staten · Zuid-Korea · Zweden · Zwitserland